# Leptogium stipitatum
Leptogium stipitatum är en lavart som beskrevs av Vain. Leptogium stipitatum ingår i släktet Leptogium och familjen Collemataceae.   Inga underarter finns listade i Catalogue of Life.